# 陸上自衛隊水陸機動教育隊
陸上自衛隊水陸機動教育隊（りくじょうじえいたいすいりくきどうきょういくたい）は、陸上自衛隊相浦駐屯地（長崎県佐世保市）に駐屯する水陸機動団隷下の教育部隊である。

## 概要
教育隊長は1等陸佐（三）が充てられる。水陸機動団の新編以前、同団の前身にあたる西部方面普通科連隊には、水陸両用戦に関する教育課程が複数存在しており、2013年（平成25年）5月からは第1空挺団の「基本降下課程」のように陸上自衛隊正式の教育課程となっていた。翌年に控える団新編に伴う人員増に備え2017年（平成29年）3月に新編された。

## 沿革
- 2017年（平成29年）3月：西部方面隊直轄の教育隊として陸上自衛隊水陸機動教育隊が相浦駐屯地に新編。
- 2018年（平成30年）3月27日：水陸機動団の新編に伴い同団隷下となる[2]。第2教育科が崎辺分屯地開設に伴い、相浦駐屯地から移駐。

## 組織編成
- 総務科「水機教」
- 第1教育科：水陸両用に係る教育訓練（水陸両用車の操縦に係るものを除く）のうち、教材、記録および統計、学生の規律および指導
- 第2教育科「水機教」（崎辺分屯地）：水陸両用に係る教育訓練のうち、水陸両用車の操縦に係る教材、記録および統計、学生の規律および指導
- 研究科：水陸両用部隊の基礎的運用、教育訓練および装備品の改善に関する調査研究およびそれらに関する図書の管理

## 主要幹部
| 官職名                     | 階級    | 氏名     | 補職発令日     | 前職                           |
| -------------------------- | ------- | -------- | -------------- | ------------------------------ |
| 陸上自衛隊水陸機動教育隊長 | 2等陸佐 | 澁谷直樹 | 2025年08月01日 | 自衛隊山形地方協力本部副本部長 |

| 代 | 氏名                 | 在職期間                                                  | 前職                           | 後職                                  |
| -- | -------------------- | --------------------------------------------------------- | ------------------------------ | ------------------------------------- |
| 01 | 伊藤裕一             | 2017年03月27日 - 2019年07月31日 ※2018年7月1日 1等陸佐昇任 | 西部方面普通科連隊付           | 第13普通科連隊長 兼 松本駐屯地司令    |
| 02 | 中村健太郎           | 2019年08月01日 - 2021年07月31日                           | 美唄駐屯地業務隊長             | 南恵庭駐屯地業務隊長                  |
| 03 | 伊藤智之             | 2021年08月01日 - 2023年03月12日 ※2022年1月1日 1等陸佐昇任 | 東北方面総監部総務部広報室長   | 第51普通科連隊長                      |
| 04 | 遠藤晃 （2等陸佐）   | 2023年03月13日 - 2025年07月31日                           | 陸上総隊司令部運用部勤務       | 東部方面総監部防衛部防衛課 陸上連絡官 |
| 05 | 澁谷直樹 （2等陸佐） | 2025年08月01日                                            | 自衛隊山形地方協力本部副本部長 |                                       |

## 教育等

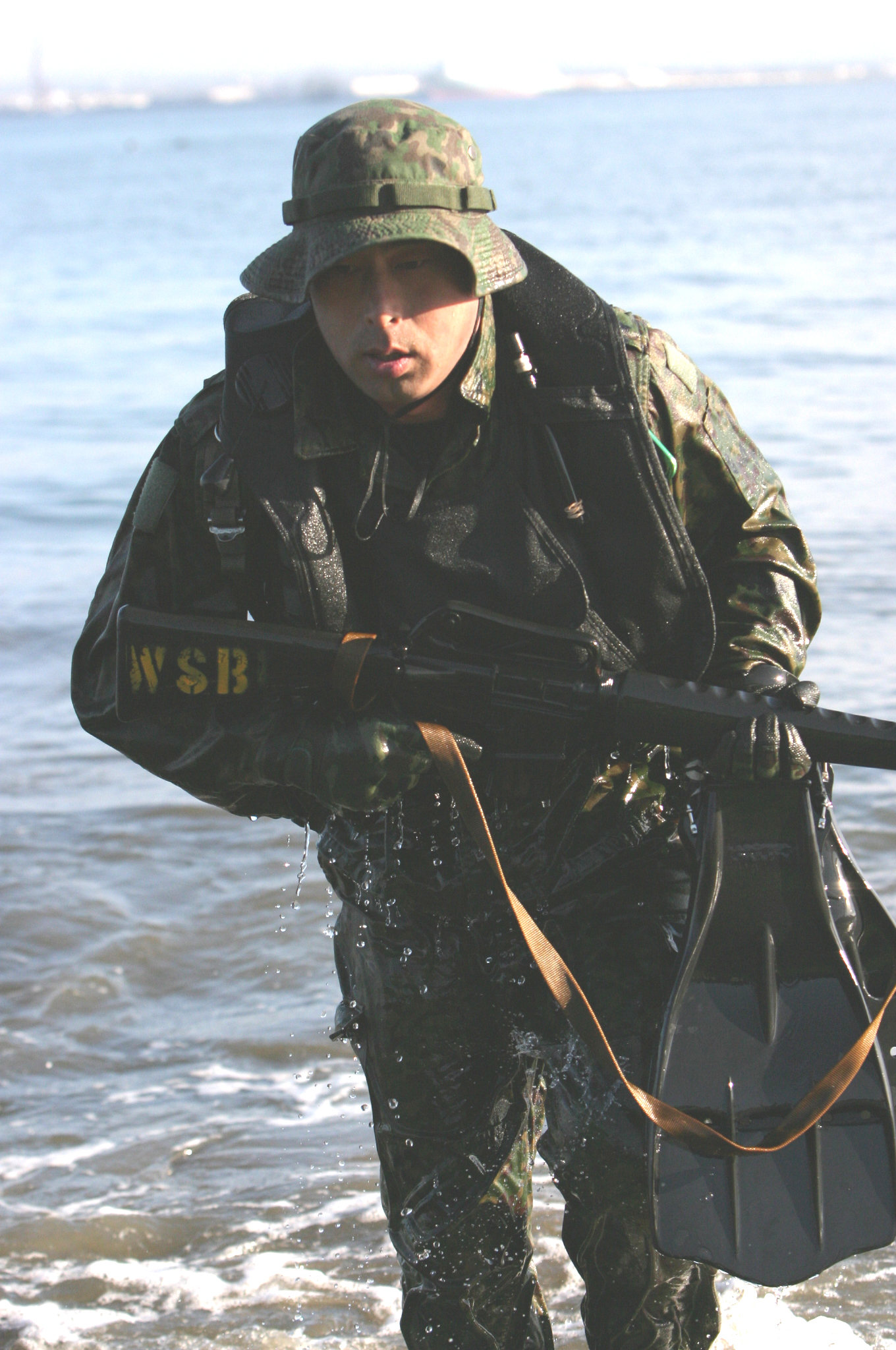
上陸訓練を行う西普連の隊員（2006年）。手にしているのは訓練用ラバーガン。ブーニーハットを被っているが現在ではプロテック社のバンプヘルメットも使用されている。

当教育隊には、水陸両用戦に関する教育課程が複数存在しており、2013年（平成25年）5月からは第1空挺団の「基本降下課程」のように陸上自衛隊正式の教育課程となっている。特に水陸両用課程については西普連の隊員全員が取得する課目となっている。なお、「水陸両用き章」、「洋上潜入き章」、「艇長き章」をすべて付与された隊員には「水路潜入き章」が付与される。
ただし教育隊では水陸両用課程1回で80人の教育しか行えておらず、今後は教育部隊の拡充や教育内容の変更、さらにAAV7を運転するための大型特殊免許や船舶免許を隊員に新たに取得させる必要があると思われる。
なお、2017年（平成29年）の自衛隊法改正にて、「船舶法などの適用除外」にあたる第109条・第110条が改正された。これによると陸上自衛隊の使用する船舶（水陸両用車両を含む）が「船舶法・小型船舶の登録等に関する法律」の対象外となったほか、これを操縦する隊員が「船舶職員及び小型船舶操縦者法」の対象外となった。
洋上活動課程（V）
水陸機動団における最も基礎的な訓練であり、着装泳訓練等が実施される。
水陸両用基本訓練課程（Ｗ)
水陸機動団の近接戦闘職種の隊員が実施する水陸両用作戦の基礎的な訓練であり、ヘリによる訓練も含まれる。教育期間5週間。修了者には「水陸両用き章」が付与される。2018年（平成30年）2月からは同教育を第15旅団でも実施している。

艇長訓練課程（Ｃ）
8人乗りボートの艇長として応急対処や洋上生存術などを身につける課程。修了者には「艇長き章」が付与される。

洋上潜入課程（ⅰ）
洋上斥候としての能力を身につける課程。修了者には「洋上潜入き章」が付与される。

潜水課程
海上自衛隊で行われている潜水課程を修了した隊員も存在しており、これらの隊員はフロッグマンや洋上訓練時の安全係として活動すると思われる修了者には「潜水員き章」が付与される。

レンジャー
水陸機動連隊ではレンジャー資格保有者の割合は他部隊に比して圧倒的に高く、また各中隊にはレンジャー隊員のみで編成された「レンジャー小隊」が編成されており、これに所属する隊員は特殊作戦隊員手当が支給されている。

爆撃誘導員
陸上自衛隊ではF-2戦闘機から投下されるレーザーJDAMを地上から誘導するために、アメリカ空軍の統合末端攻撃統制官（JTAC）のような爆撃誘導要員を育成するとしており、この誘導員を水陸機動団に優先配置することを検討していると報道されている。2013年（平成25年）に日米合同で実施された「ドーン・ブリッツ2013」演習では護衛艦「あたご」からの艦砲射撃を米海兵隊の「航空艦砲連絡中隊（ANGLICO）」の協力の下で観測する訓練も行われている。2017年（平成29年）の富士総合火力演習の後段では、模擬爆撃ながらも火力誘導班が初登場し、模擬誘導を行っている。
水陸機動団設立後は、特科大隊の火力誘導中隊に爆撃誘導員が配置され、同大隊の弾着観測を行うほか、水陸機動連隊に「火力誘導班」として派遣され、陸海空の砲迫火力・航空火力誘導を支援する。